# Екстер'єр

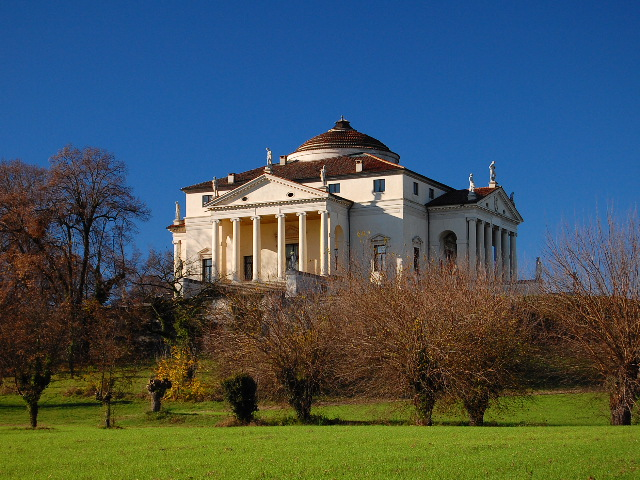
Класичний екстер'єр Вілли Ротонди поблизу Віченци (арх. Андреа Палладіо).

Екстер'є́р (фр. extérieur, лат. exterior — зовнішній) — зовнішній вигляд, зовнішнє оформлення чогось або когось.

## В селекції тварин
При виведенні та культувуванні цінних порід, пропорції та обміри тіла в:
- коней
- собак

Термін «Екстер'єр» для опису зовнішнього  вигляду порід тварин та птахів був введений у практику в 1768 році французьким вченим Клодом Буржела.

## В архітектурі
Художнє та архітектурне зовнішнє оформлення будівлі.
В основі дизайну екстер'єру лежить синтез прагматичних і художніх ідей і рішень, спрямованих на поліпшення умов існування людини в цілісній естетично досконалій формі.

## Автомобілебудування
Екстер'є́р автомобіля — це оформлення автомобіля, що забезпечує його власнику, пасажирам і третім особам сприятливе естетичне сприйняття. Екстер'єр автомобіля визначається формою і кольором її кузова, видом коліс і колісних дисків, формою фар й іншими якісними і кількісними показниками.